# Gufferthütte
Die Gufferthütte (früher auch Ludwig-Aschenbrenner-Hütte) ist eine Schutzhütte der Sektion Mühldorf des Deutschen Alpenvereins auf 1465 m ü. A. in den Bayerischen Voralpen auf der Südseite der Blauberge im österreichischen Bundesland Tirol. In einer Senke weiter südlich schließen sich die Brandenberger Alpen (Rofangebirge) an.

## Charakteristik

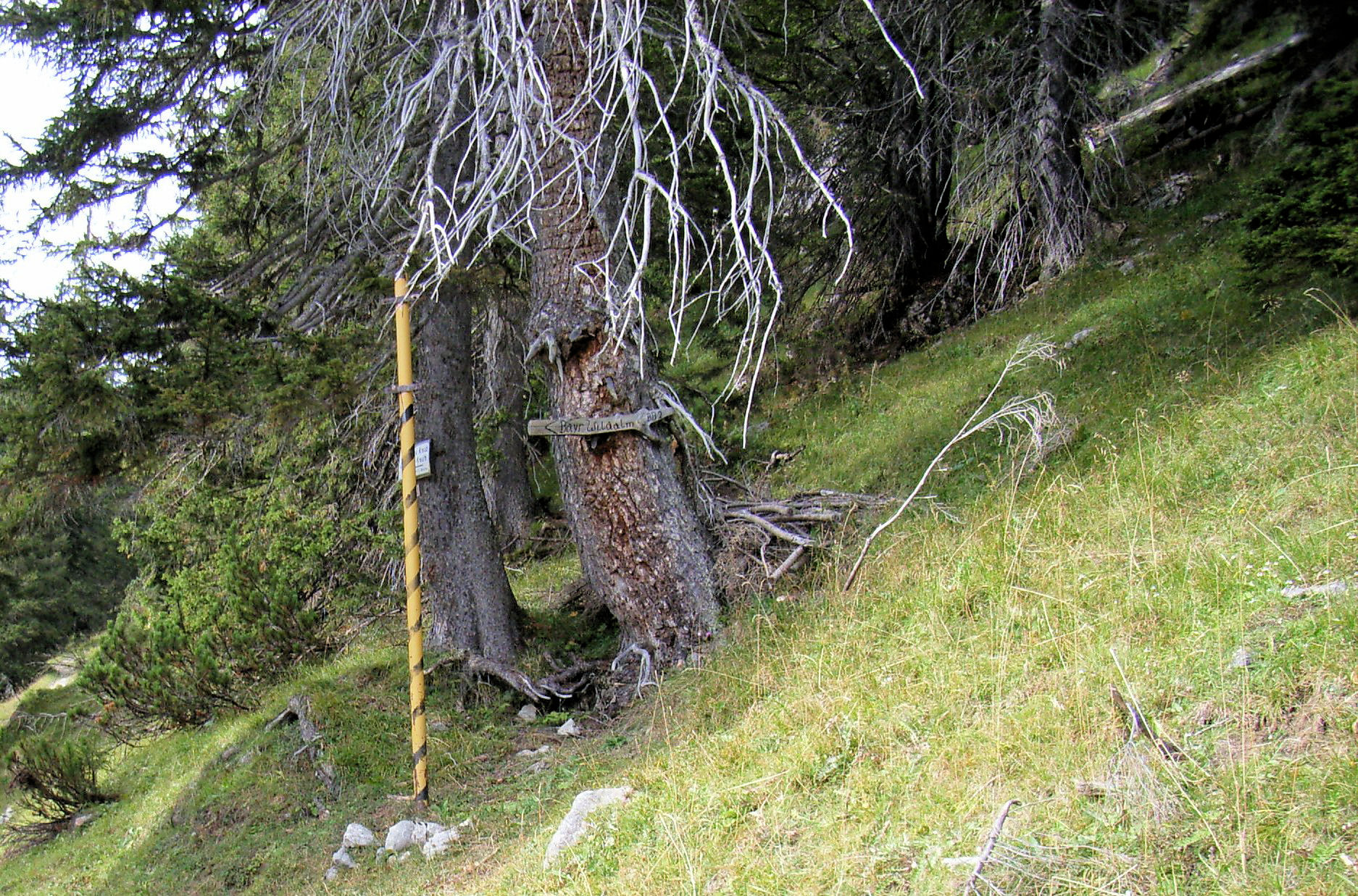
Grenzmarkierung an der deutsch-österreichischen Staatsgrenze nahe der Bayerischen Wildalm

Die Gufferthütte liegt etwa 600 Meter südlich der deutsch-österreichischen Staatsgrenze und nahe der Bayerischen Wildalm. Die von der Sektion Mühldorf des DAV betreute Hütte ist eine Schutzhütte der Hüttenkategorie I und bietet während der Sommersaison 57 Übernachtungsplätze an, davon 20 Zimmer- und 37 Matratzenlager. Der Winterraum der Hütte umfasst 6 Schlafplätze und ist frei zugänglich (Preis: 10 € pro Person/Nacht für AV-Mitglieder). Die Versorgung der Hütte erfolgt über einen Forstweg, der vom Parkplatz Köglboden von der Straße von Achenkirch nach Steinberg am Rofan abzweigt und zunächst durch das Tal des Ampelsbaches, später dann durch das Tal des Filzmoosbaches zur Hütte hinaufführt.

## Geschichte
Die Gufferthütte wurde von der Sektion München des DuÖAV errichtet und bei ihrer Einweihung im Juni 1926 nach dem Hausberg der Hütte, dem 2194 m ü. A. hohen Guffert benannt. Nachdem die Hütte im Frühjahr des Jahres 1957 durch einen Brand zerstört worden war, wurde sie im Folgejahr auf den Grundmauern wiederaufgebaut. 1960 wurde die Hütte von der Sektion München in Ludwig-Aschenbrenner-Hütte umbenannt, um damit die Verdienste ihres Funktionärs Ludwig Aschenbrenner zu würdigen. Nachdem die Hütte 1997 von der Sektion München an die Sektion Kaufering des DAV verkauft worden war, führte diese eine Rückbenennung durch, so dass die Gufferthütte heute wieder ihren ursprünglichen Namen trägt. Von 1998 bis 2003 erfolgte eine umfassende Renovierung der Hütte durch die neue Eigentümersektion. Zum Jahreswechsel 2023/24 wurde die Hütte von der Sektion Mühldorf übernommen.

## Aufstiege

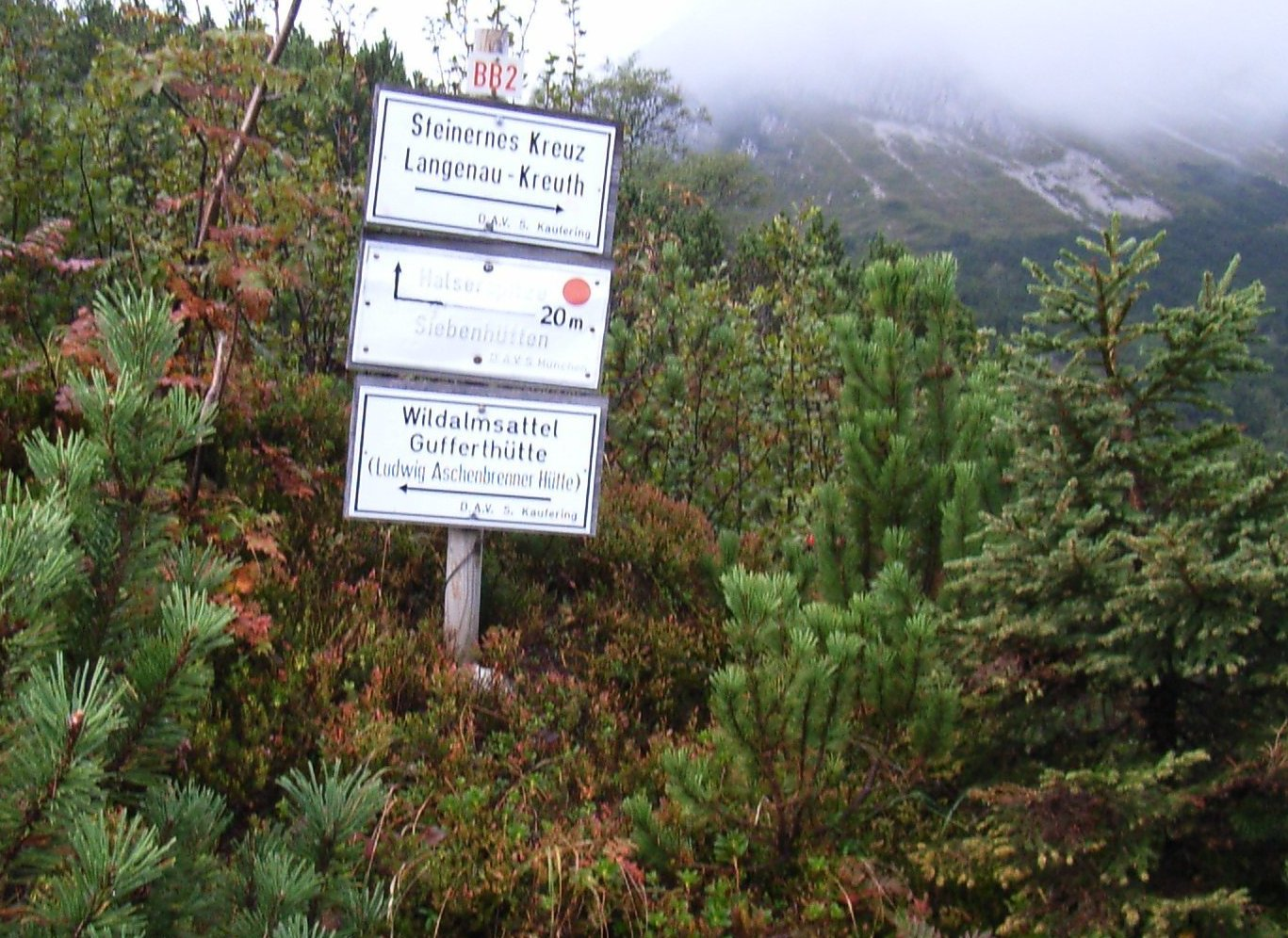
Wegweiserschilder nahe dem Wildalmsattel

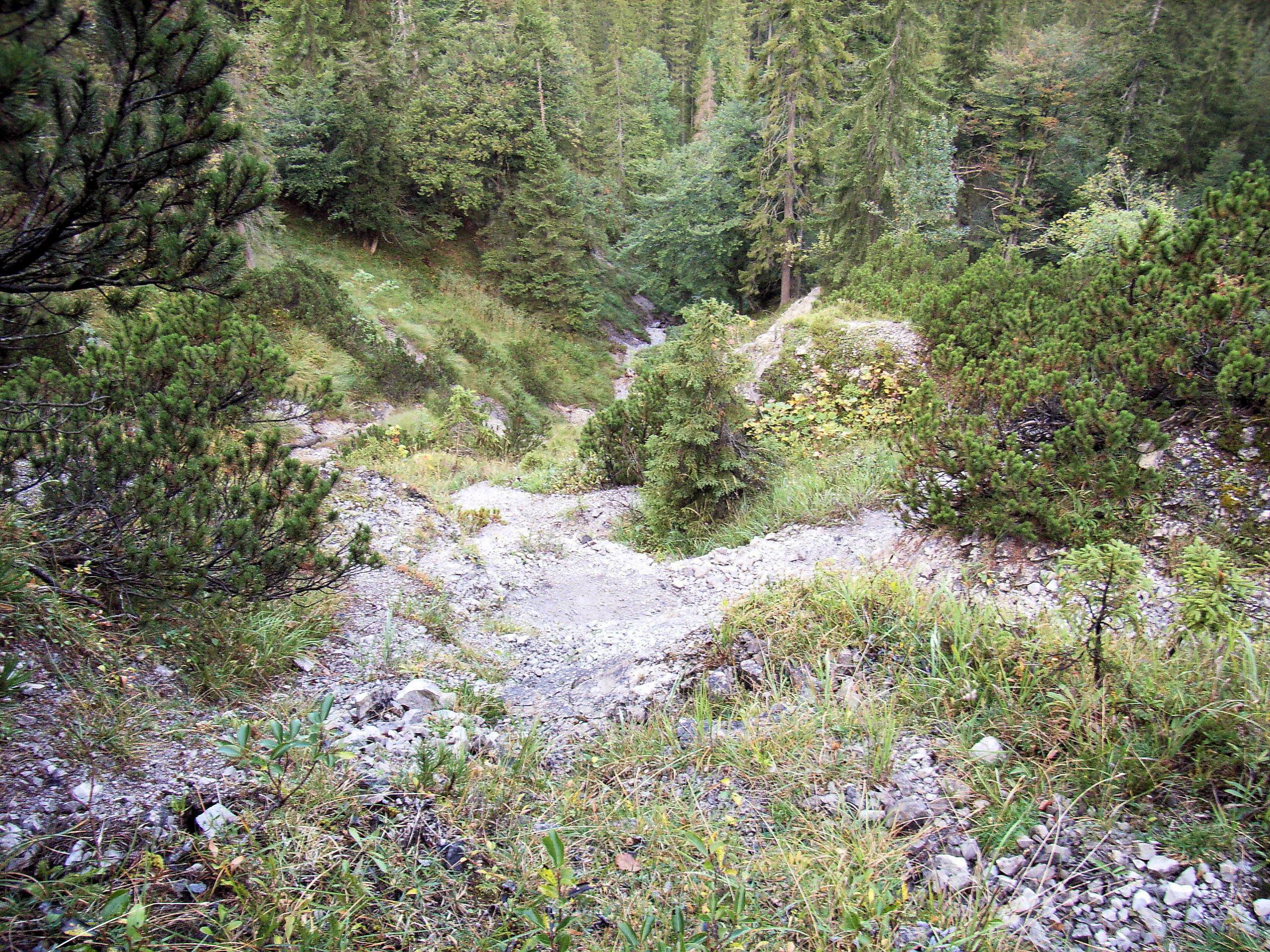
Ein ausgesetztes Teilstück des Weges BB1 im Lohgartengraben

- Von Nordwesten aus dem Kreuther Tal
  - Vom Parkplatz Schwaigeralm (802 m) bei Wildbad Kreuth ostwärts durch das Sagenbach-Tal und die Langenau, am Wegpunkt Steinernes Kreuz (884 m) südwärts umschwenkend in das Tal des Lohgartengrabens hinein, dort auf dem teilweise recht ausgesetzten Wanderweg BB1 zum Weidegebiet der verfallenen Bayrbachalm (1209 m) hinauf und von da ab mit dem Weg BB2 über den Wildalmsattel (1499 m) weiter bis zur Hütte, in 3 Stunden
  - Von Kreuth (787 m) aus über die Jausenstation Siebenhütten (836 m), die Wenigberger Jagdhütte und die Halserspitze (1861 m), in 4 Stunden
  - Vom Parkplatz Schwaigeralm (802 m) bei Wildbad Kreuth aus ostwärts durch das Sagenbach-Tal und die Langenau zur Langenaualm (960 m), dann an der bewirtschafteten Bayralm vorbei und den Langeneckberg großräumig umgehend weiter bis zum Weidegebiet der verfallenen Bayrbachalm (1209 m), von da ab südwärts mit dem Weg BB2 über den Wildalmsattel (1499 m) weiter bis zur Hütte, in 4,5 Stunden
  - Von Kreuth (787 m) aus über die Jausenstation Siebenhütten (836 m), die Wolfsschlucht, die Blaubergalm und die Schönleitenalm (1480 m), in 5 Stunden
  - Von Kreuth (787 m) aus über die Geißalm, den Schildensteinsattel (1530 m) und die Blaubergalm, in 6 Stunden
- Von Südwesten her aus dem Achental
  - Vom Parkplatz Köglboden (957 m) an der Straße von Achenkirch nach Steinberg durch das Tal des Ampersbachs und das Filzmoosbachtal, in 2¼ Stunden

## Benachbarte Hütten
Die Nachbarhütten der Gufferthütte sind:
- das Blecksteinhaus (1022 m) in 7 Stunden (über Erzherzog-Johann-Klause, 814 m)
- die Erfurter Hütte (1834 m) in 9 Stunden
- die Tegernseer Hütte (1650 m) in 7 Stunden

## Gipfeltouren
- Halserspitz, Höhe 1862 m, in 1¼ Stunden
- Schneidjoch, Höhe 1810 m, in 1 Stunden
- Guffert, Höhe 2194 m, in 3½ Stunden

## Sonstige Touren
- Etruskische Inschriften, Höhe 1500 m, in ¾ Stunden
- Abendstein (Kletterfelsen), Höhe 1650 m, in ¾ Stunden

## Bilder

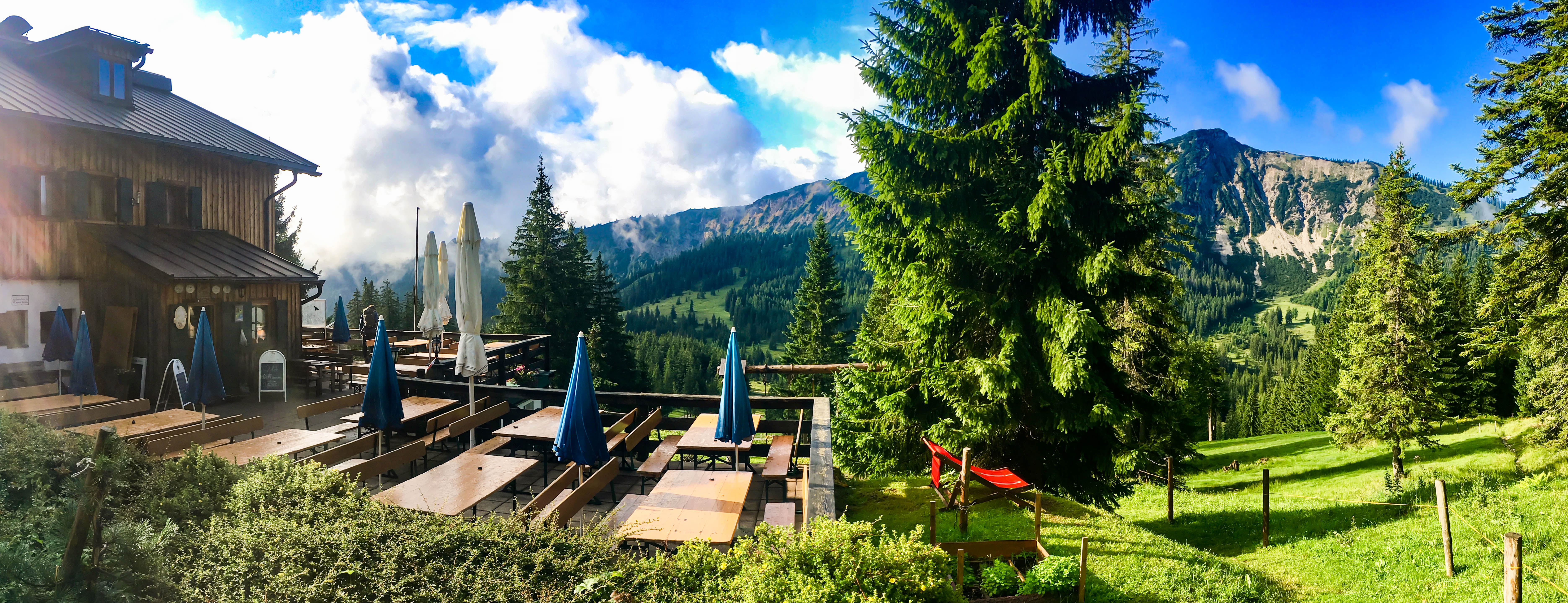
Gufferthütte Terrasse
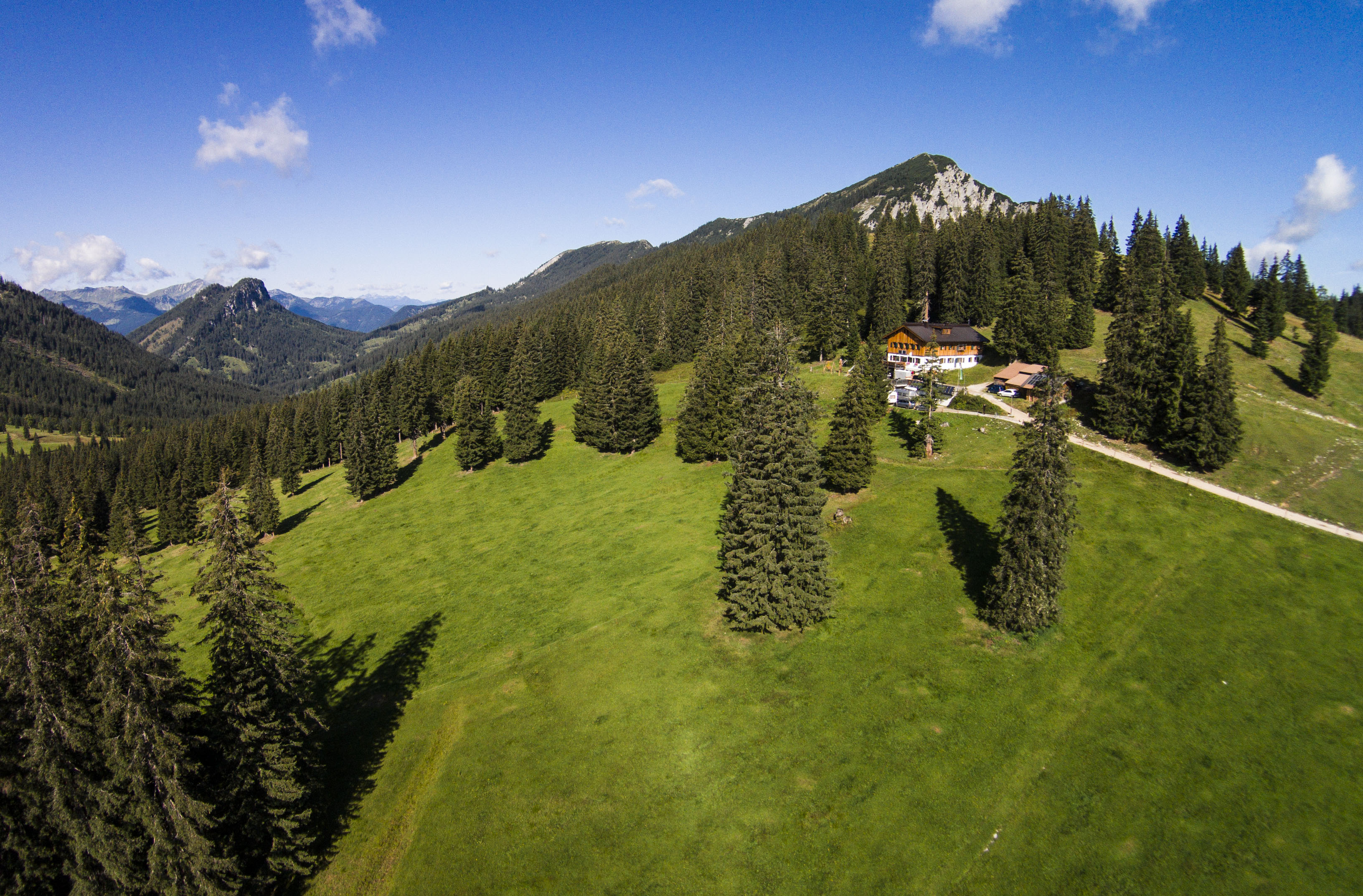
Luftbild Gufferthütte
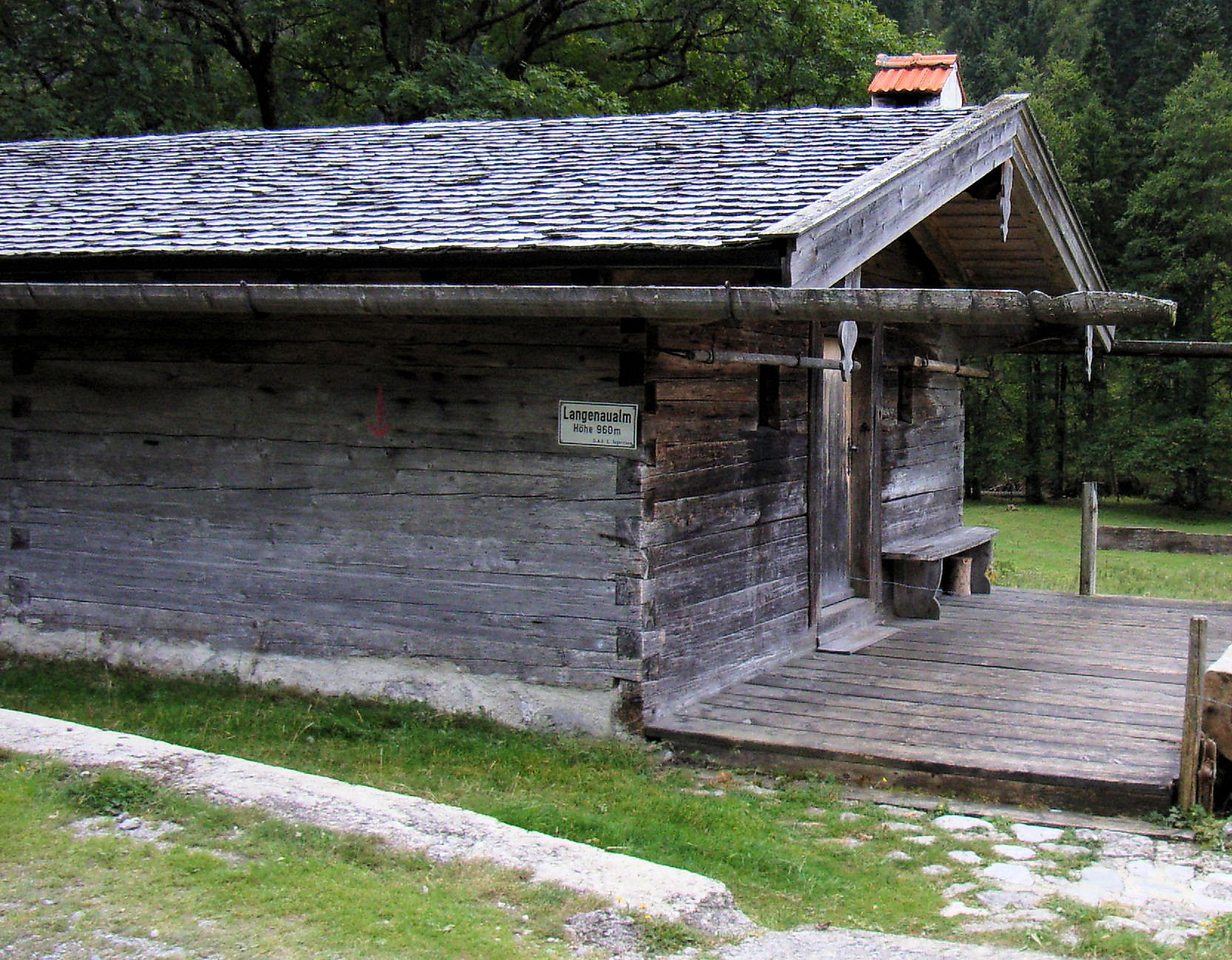
Die Langenaualm
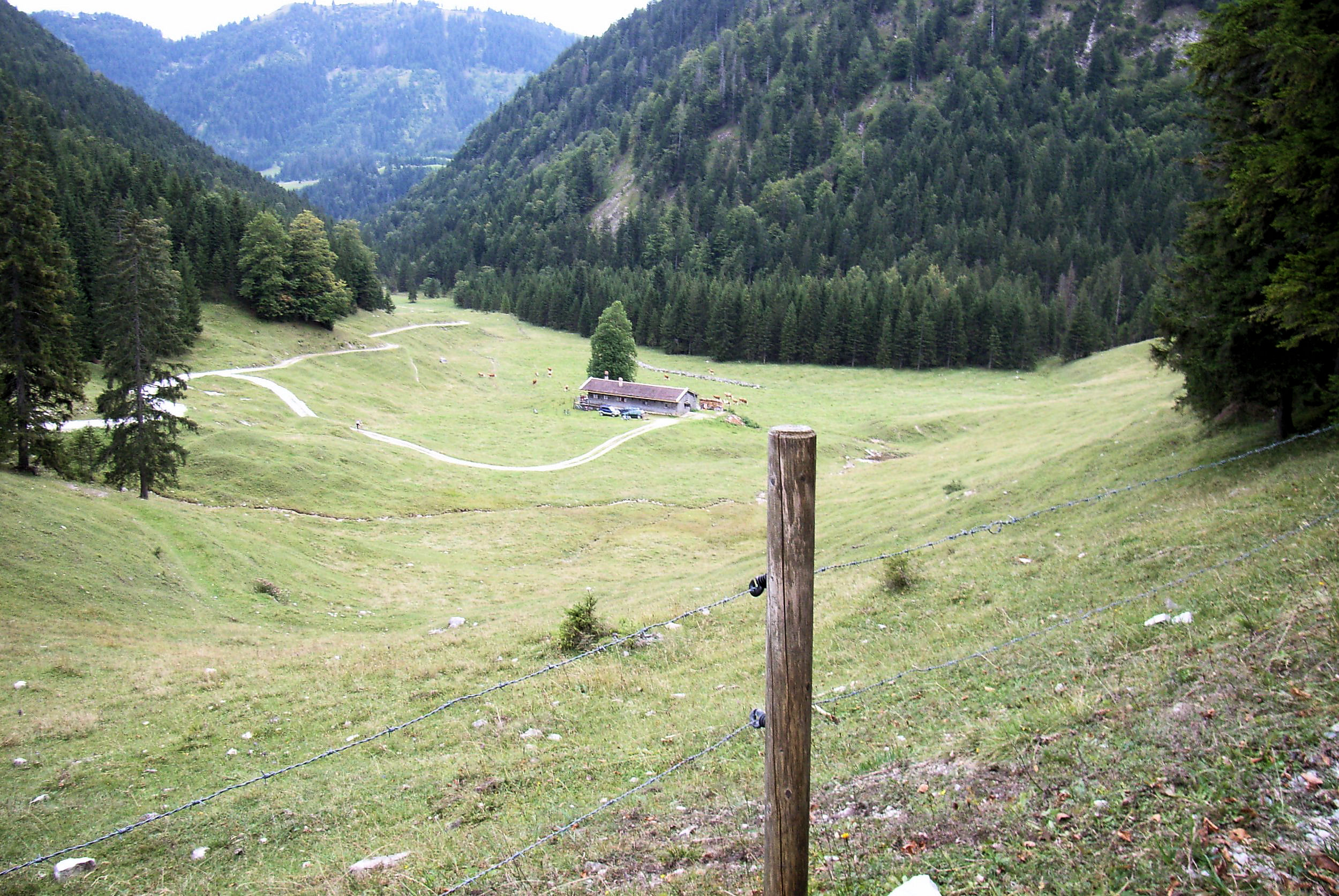
Die bewirtschaftete Bayralm
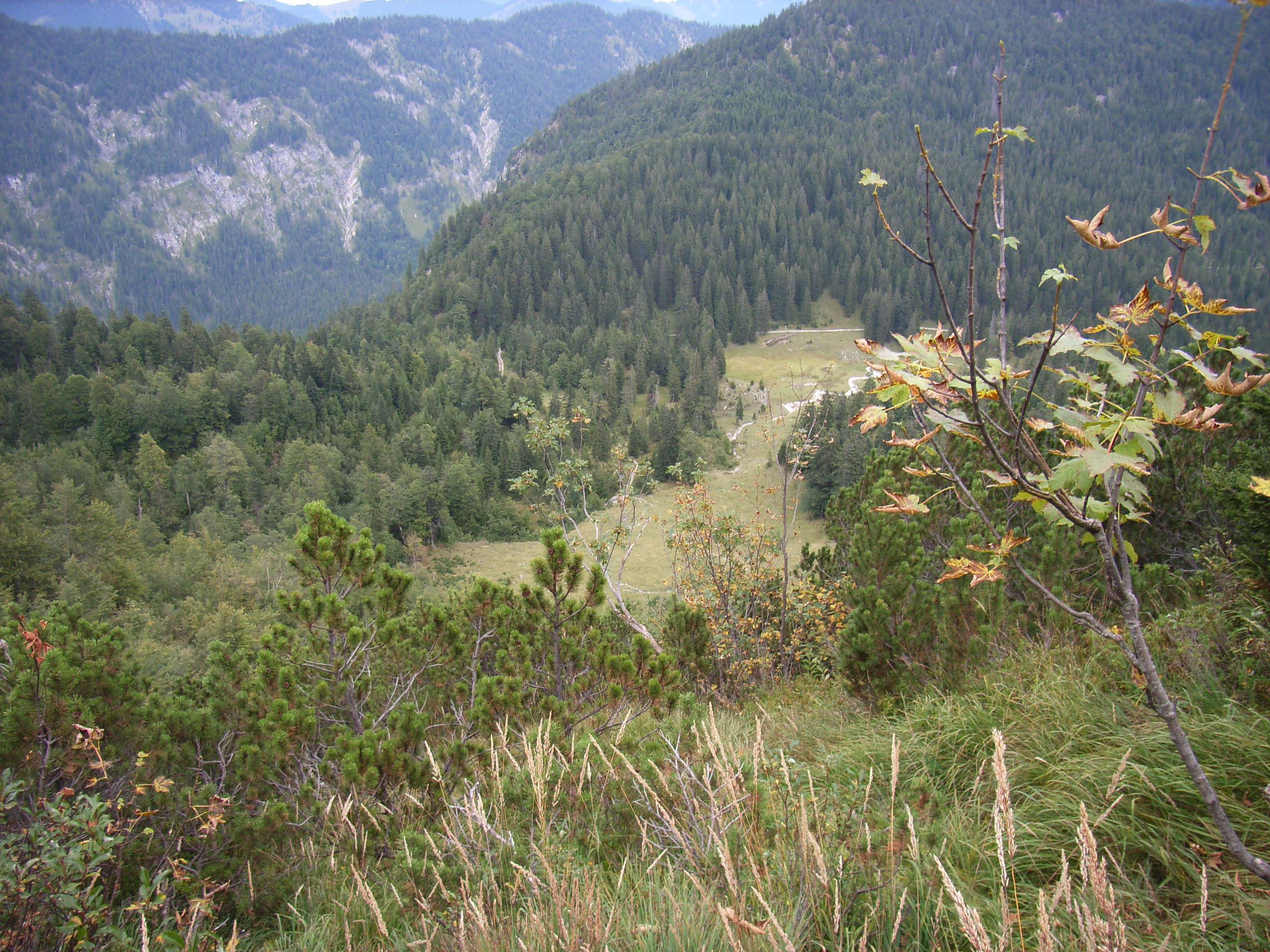
Das Weidegebiet der verfallenen Bayrbachalm
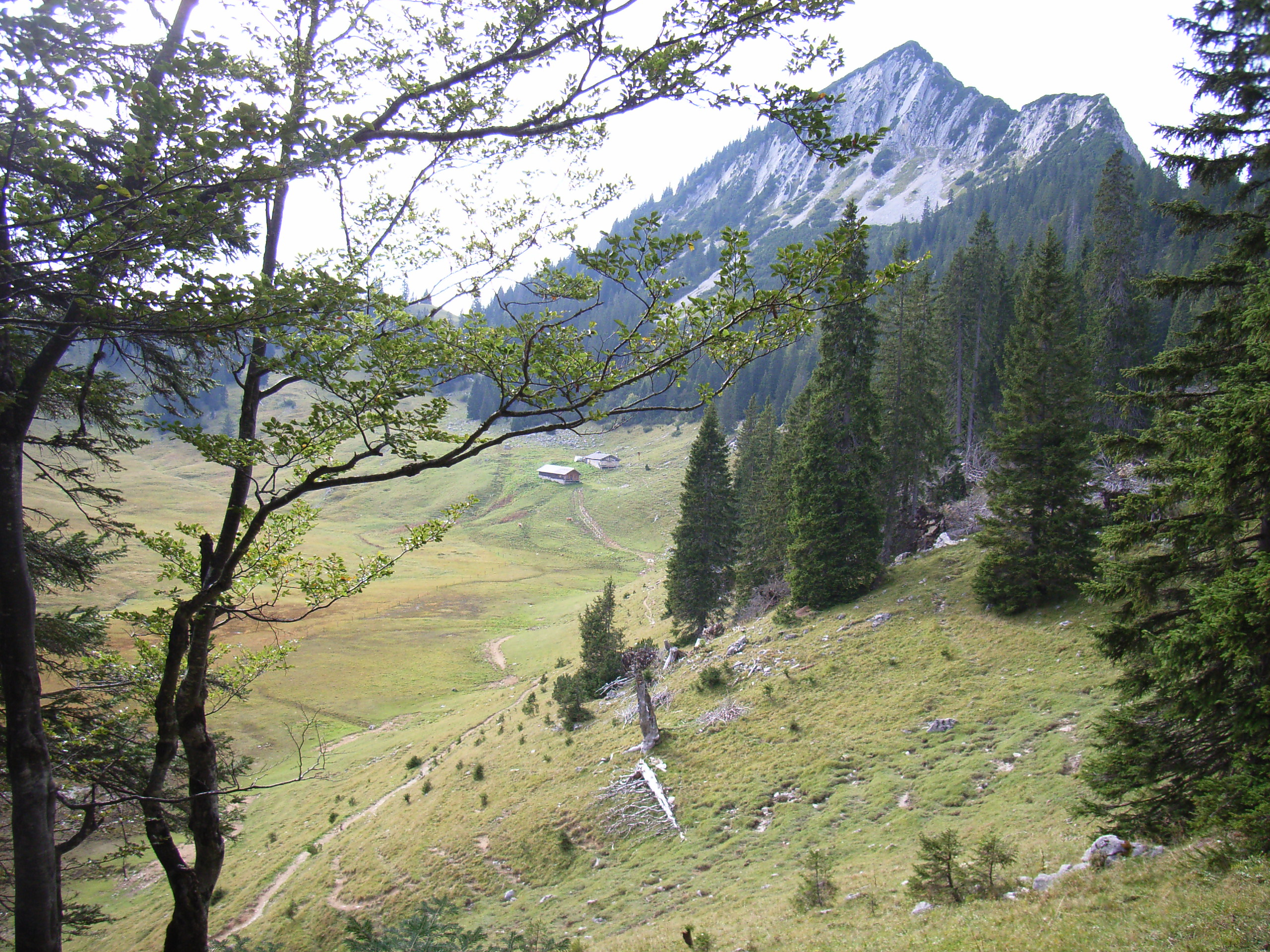
Die Bayerische Wildalm